# エルフリッド・ペイトン
エルフリッド・ペイトン・ジュニア（Elfrid Payton Jr., 1994年2月22日 - ）は、アメリカ合衆国・ルイジアナ州グレトナ出身のプロバスケットボール選手。NBAのニューオーリンズ・ペリカンズに所属している。ポジションはポイントガード。

## 来歴

### 生い立ち
ルイジアナ州の地元の高校からルイジアナ大学ラファイエット校に進学し、2年生時に平均15.9点、3年生時には19.2点を記録し、力を付けてきたところで2014年のNBAドラフトにエントリーした。

### オーランド・マジック
2014年6月26日に行われたNBAドラフトにて1巡目全体10位でフィラデルフィア・76ersから指名され、直後にダリオ・サリッチとのドラフト交渉権とのトレードでオーランド・マジックへ放出され、7月2日にマジックとのルーキー契約に合意した。

#### 2014-15シーズン

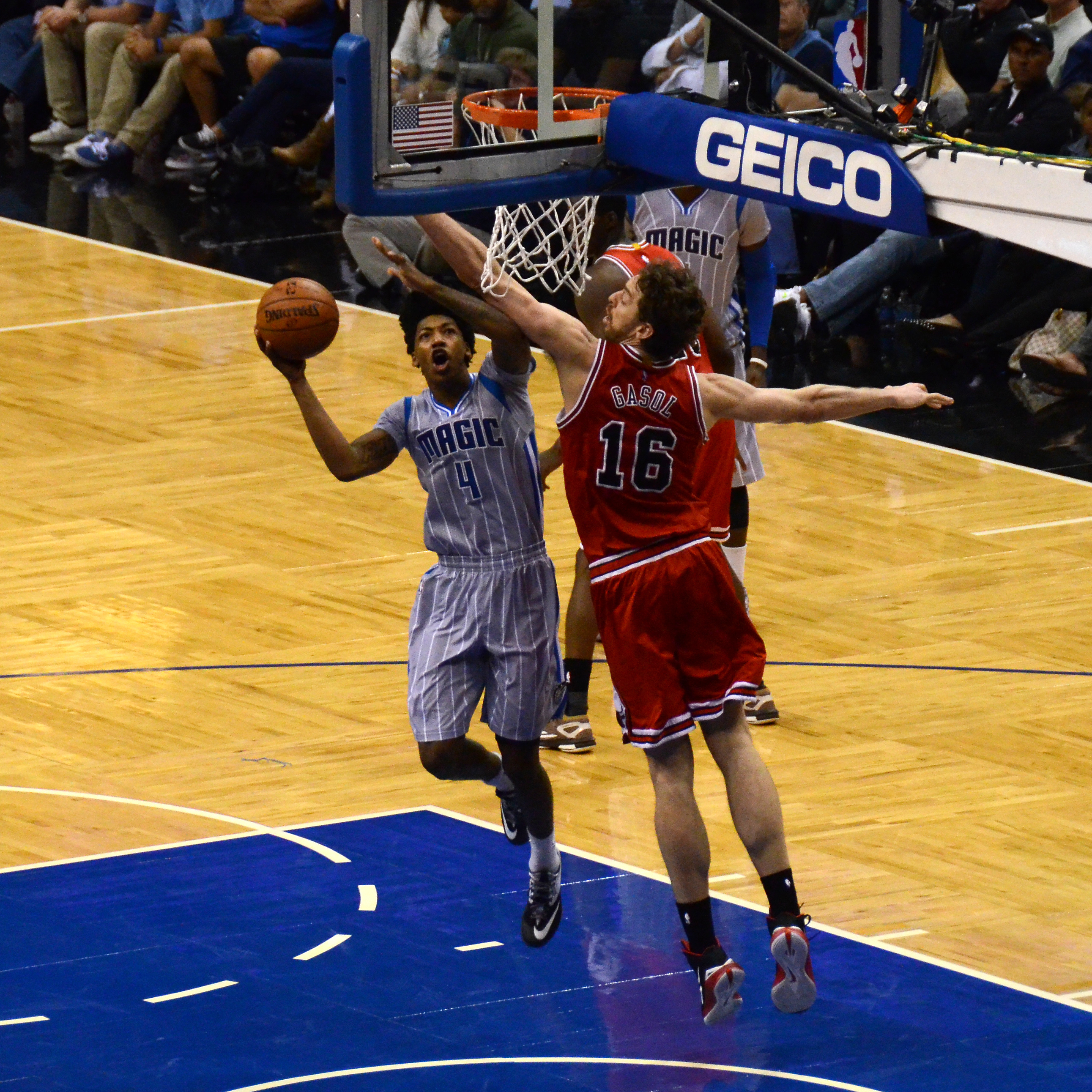
パウ・ガソル（右）に対してレイアップを試みるペイトン（左）
（2015年）

10月29日のニューオーリンズ・ペリカンズ戦でNBAデビューを果たし、4得点、5リバウンド、7アシスト、1スティールを記録したが、チームは84-101で敗れた。
2015年1月16日のメンフィス・グリズリーズ戦でシーズンハイとなる22得点を含む4リバウンド、12アシストを記録したが、チームは96-106で敗れた。これらの活躍もあり、ペイトンは1月におけるイースタン・カンファレンスの月間最優秀新人選手に選出され、ライジング・スターズ・チャレンジにも選出された。3月18日のダラス・マーベリックス戦で自身初のトリプル・ダブルとなる15得点、10リバウンド、12アシストを記録したが、チームは102-107で惜敗した。2日後のポートランド・トレイルブレイザーズ戦で2試合連続のトリプル・ダブルとなる 22得点、10リバウンド、10アシスト、4スティールを記録し、チームは111-104で勝利した。なお、新人選手が2試合連続でトリプル・ダブルを達成したのは、1997年のアントワン・ウォーカー以来約18年ぶりであった。

#### 2015-16シーズン
11月18日のミネソタ・ティンバーウルブズ戦でシーズンハイとなる24得点を記録し、チームは104-101で辛勝した。3月23日のデトロイト・ピストンズ戦で自身3度目のトリプル・ダブルとなる20得点、10リバウンド、10アシストを記録したが、チームは102-118で敗れた。

#### 2016-17シーズン

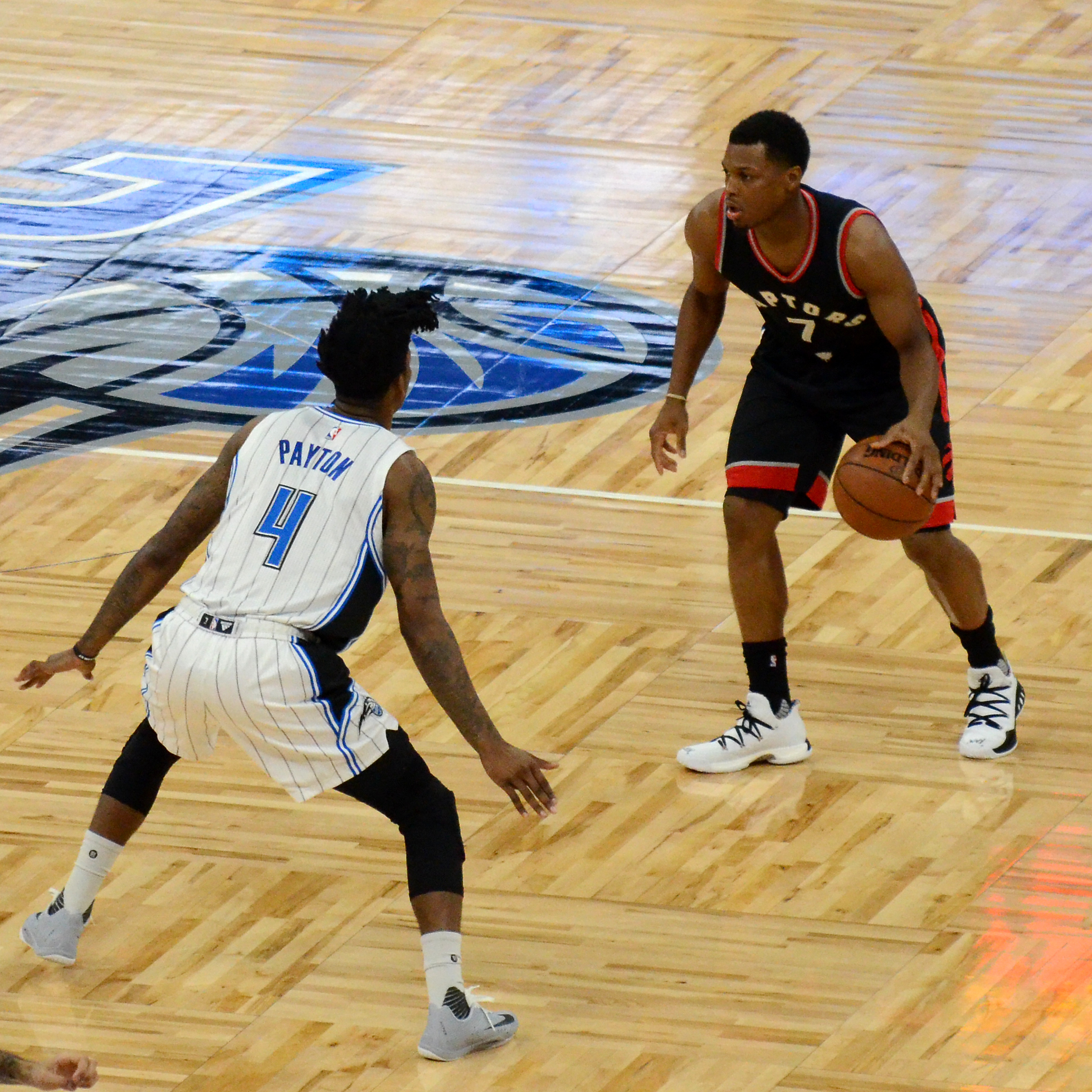
カイル・ラウリー（右）をディフェンスするペイトン（左）
（2017年）

2017年1月14日のユタ・ジャズ戦でシーズンハイとなる28得点を含む9リバウンド、9アシストを記録したが、107-114で敗れた。3月6日のニューヨーク・ニックス戦で16得点、11リバウンド、10アシストを記録したが、チームは105-113で敗れた。2日後のシカゴ・ブルズ戦で2試合連続のトリプル・ダブルとなる22得点、14リバウンド、14アシストを記録し、チームは98-91で勝利した。同月13日のサクラメント・キングスで13得点、10リバウンド、13アシストを記録したが、チームは115-120で惜敗した。同月24日のデトロイト・ピストンズ戦で14得点、11リバウンド、10アシストを記録し、自身7度目となる直近10試合で4度のトリプル・ダブルを達成し、チームは115-87で勝利した。7日後のボストン・セルティックス戦でシーズンハイとなる15アシストを含む12得点、9リバウンドを記録したが、チームは116-117で惜敗した。4月1日のブルックリン・ネッツ戦でシーズン5度目のトリプル・ダブルとなる20得点、11リバウンド、11アシストを記録したが、チームは111-121で敗れた。

#### 2017-18シーズン
10月20日のブルックリン・ネッツ戦で左ハムストリングを負傷し、8試合の欠場を余儀なくされた。復帰戦となる11月8日のニューヨーク・ニックス戦で11得点、11アシストを記録し、チームは112-99で勝利した。12月23日のワシントン・ウィザーズ戦でキャリアハイとなる30得点を記録したが、チームは103-130で敗れた。

### フェニックス・サンズ
2018年2月8日に2018年のドラフト2巡目指名権とのトレードでフェニックス・サンズへ移籍した。2日後のデンバー・ナゲッツ戦でサンズデビューを果たして19得点、6リバウンド、9アシストを記録したが、チームは113-123で敗れた。3月4日のアトランタ・ホークス戦でシーズンハイとなる14アシストを含む11得点、10リバウンドを記録したが、チームは112-113で敗れた。

### ニューオーリンズ・ペリカンズ
7月9日にニューオーリンズ・ペリカンズとの契約に合意した。10月27日のユタ・ジャズ戦で右足首を捻挫してその後9試合に欠場し、復帰した11月16日のニューヨーク・ニックス戦では左手小指を骨折 し、手術を受けてその後22試合に欠場した。12月31日に復帰したものの、右足首の状態がよくないことから、1月29日から9試合に欠場した。
2019年3月19日のダラス・マーベリックス戦で史上5人目となる5試合連続トリプル・ダブルを達成した。

### ニューヨーク・ニックス
7月9日にニューヨーク・ニックスとの2年契約に合意した。
2020年2月3日のクリーブランド・キャバリアーズ戦で自身17度目のトリプル・ダブルとなる17得点、11リバウンド、15アシストを記録し、チームは延長戦の末に139-134で勝利した。同月6日のオーランド・マジック戦でキャリアハイとなる7スティールを含む15得点、9アシストを記録し、チームは105-103で辛勝した。
11月19日にニックスから解雇されたが、同月29日にニックスとの再契約に合意した。

### サンズ復帰
2021年8月10日に古巣であるフェニックス・サンズとの契約に合意した。

### フォートウェイン・マッドアンツ
2023年2月8日にNBAGリーグのフォートウェイン・マッドアンツに獲得された。

### オソス・デ・マナティ
3月31日にBSNのオソス・デ・マナティとの契約に合意した。

### マッドアンツ復帰
9月29日にインディアナ・ペイサーズとの契約に合意したが、翌日にペイサーズから解雇された。10月15日にNBLのケアンズ・タイパンズと緊急交代選手として1試合契約で合意し、トロント・ラプターズとのプレシーズンゲームに出場した。
同月28日にインディアナ・マッドアンツとの契約に合意した。

### ペリカンズ復帰／バーミングハム・スクアドロン
2024年10月11日に古巣であるニューオーリンズ・ペリカンズとの契約に合意したが、5日後にペリカンズから解雇された。11月20日にペリカンズとの再契約に合意した。同月25日のインディアナ・ペイサーズ戦でキャリアハイとなる21アシストを記録したが、チームは110-114で惜敗した。12月3日にペリカンズから解雇され、4日後にNBAGリーグのバーミングハム・スクアドロンへ加入した。

### シャーロット・ホーネッツ
2025年2月7日にシャーロット・ホーネッツとの10日間契約に合意し、同月18日に2度目の10日間契約に合意した。

### 2度目のペリカンズ復帰
3月21日にニューオーリンズ・ペリカンズとの10日間契約に合意し、3度目となる加入となった。4月2日に再び10日間契約に合意し、同月11日にペリカンズとの2年契約に合意した。

## その他
父のエルフリッド・シニアは元フットボール選手で、カナディアン・フットボール・リーグで活躍した。

## 個人成績

### NBA

#### レギュラーシーズン
| シーズン | チーム | GP  | GS  | MPG  | FG%  | 3P%  | FT%  | RPG | APG | SPG | BPG | PPG  |
| -------- | ------ | --- | --- | ---- | ---- | ---- | ---- | --- | --- | --- | --- | ---- |
| 2014–15  | ORL    | 82  | 63  | 30.4 | .425 | .262 | .551 | 4.3 | 6.5 | 1.7 | .2  | 8.9  |
| 2015–16  | ORL    | 73  | 69  | 29.4 | .436 | .326 | .589 | 3.6 | 6.4 | 1.2 | .3  | 10.7 |
| 2016–17  | ORL    | 82  | 58  | 29.4 | .471 | .274 | .692 | 4.7 | 6.5 | 1.1 | .5  | 12.8 |
| 2017–18  | ORL    | 44  | 44  | 28.6 | .520 | .373 | .632 | 4.0 | 6.3 | 1.5 | .4  | 13.0 |
| 2017–18  | PHX    | 19  | 19  | 29.0 | .435 | .200 | .685 | 5.3 | 6.2 | 1.0 | .3  | 11.8 |
| 2018–19  | NOP    | 42  | 42  | 29.8 | .434 | .314 | .743 | 5.2 | 7.6 | 1.0 | .4  | 10.6 |
| 2019–20  | NYK    | 45  | 36  | 27.7 | .439 | .203 | .570 | 4.7 | 7.2 | 1.6 | .4  | 10.0 |
| 2020–21  | NYK    | 63  | 63  | 23.6 | .432 | .286 | .682 | 3.4 | 3.2 | .7  | .1  | 10.1 |
| 2021–22  | PHX    | 50  | 1   | 11.0 | .383 | .222 | .375 | 1.8 | 2.0 | .5  | .1  | 3.0  |
| 2024–25  | NOP    | 18  | 7   | 21.6 | .366 | .167 | .571 | 3.7 | 8.1 | 1.0 | .4  | 4.4  |
| 2024–25  | CHA    | 6   | 2   | 20.6 | .143 | ---  | ---  | 2.2 | 3.3 | 1.0 | .5  | 1.0  |
| 通算     | 通算   | 524 | 404 | 26.5 | .444 | .286 | .623 | 4.0 | 5.8 | 1.2 | .3  | 9.8  |

#### プレーオフ
| シーズン | チーム | GP | GS | MPG | FG%  | 3P% | FT%  | RPG | APG | SPG | BPG | PPG |
| -------- | ------ | -- | -- | --- | ---- | --- | ---- | --- | --- | --- | --- | --- |
| 2021     | NYK    | 2  | 2  | 6.5 | .000 | --- | .500 | .0  | .5  | .5  | .0  | .5  |
| 2022     | PHX    | 2  | 0  | 3.8 | .667 | --- | ---  | .0  | 1.5 | .0  | .0  | 2.0 |
| 通算     | 通算   | 4  | 2  | 5.2 | .250 | --- | .500 | .0  | 1.0 | .3  | .0  | 1.3 |

### カレッジ
| シーズン | チーム | GP  | GS | MPG  | FG%  | 3P%  | FT%  | RPG | APG | SPG | BPG | PPG  |
| -------- | ------ | --- | -- | ---- | ---- | ---- | ---- | --- | --- | --- | --- | ---- |
| 2011–12  | ULL    | 32  | 10 | 22.7 | .448 | .000 | .564 | 3.6 | 3.0 | 1.2 | .3  | 7.2  |
| 2012–13  | ULL    | 33  | 33 | 35.5 | .475 | .320 | .643 | 5.6 | 5.5 | 2.4 | .6  | 15.9 |
| 2013–14  | ULL    | 35  | 35 | 35.9 | .509 | .259 | .609 | 6.0 | 5.9 | 2.3 | .6  | 19.2 |
| 通算     | 通算   | 100 | 78 | 31.6 | .485 | .268 | .611 | 5.1 | 4.9 | 2.0 | .5  | 14.3 |

### 記録
- NBAオールルーキーファーストチーム：2014-15
- 連続試合トリプル・ダブル：5（2019年3月10日 - 3月18日、史上5人目）[22]